# Josef Honys

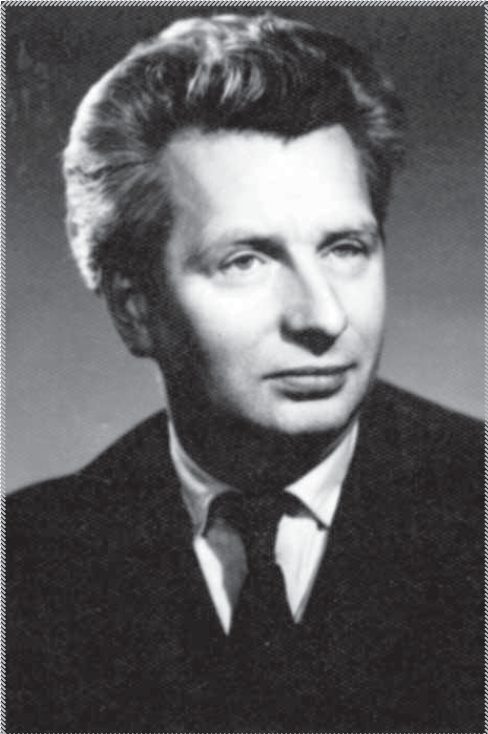
Josef Honys

Josef Honys (* 10. November 1919 in Jičín, Tschechoslowakei; † 24. Juni 1969 in Ústí nad Labem, Tschechoslowakei) war ein tschechoslowakischer Dichter, Künstler und Repräsentant der tschechischen Experimentalkunst der 1960er Jahre.
Er verknüpfte bildende Kunst mit Texten, beschäftigte sich mit Experimentalpoesie und ist Verfasser von visuellen Gedichten und Bildgedichten. Im Bereich der bildenden Kunst schuf er unter anderem Collagen, Assemblagen und Seriagen (Collagen, in denen die einzelnen Elemente nach einem im Voraus festgelegten mathematischen Schlüssel geordnet sind). Sein Malerwerk entwickelt vor allem das Prinzip der psychologischen Wahrnehmung der Linie (oft auf dem Hintergrund seiner älteren Werke) – Abendlinie, Linie der Sphinx, Porträtdefinition durch Linie.

## Leben
Josef Honys besuchte das Realgymnasium in Jičín, später studierte er Mathematik und bildende Kunst an der Pädagogischen Fakultät der Karlsuniversität. Bereits seit 1937 versuchte er unter dem Einfluss von Surrealismus durch Anwendung von Wörtern mit mehreren Bedeutungen, Neologismen, Zeichen und Zeichnungen in der Poesie zu experimentieren. Die surrealistische Orientierung seiner künstlerischen Versuche ist nachfolgend mit der experimentalen Poesie durchdrungen – psychologisch durch Unterbewusstseinszustände und Traumerlebnisse beeinflusst. Er entwickelte in seinem Werk experimental unkonventionelle Formen, z. B. Text – Test.
Die Weiterentwicklung des Autors wurde durch den Zweiten Weltkrieg unterbrochen. Danach, vor allem in den 1950er Jahren, wurde er durch das kommunistische Regime verfolgt und musste einige Zeit als Handlanger arbeiten. Seine Bilderwerke der späten 1960er Jahre stellen Variationen der psychologischen Wahrnehmung der Linie auf unterschiedlichem Hintergrund und deren Durchdringungen dar (meistens Ölgemälde auf Karton, weniger auf Leinen oder Glas), des Weiteren dann Serien von unterschiedlichen Collagen, Assamblagen, Seriagen und Hypnomen (abstrahierte Abbildung der Entwicklungsmomente einer hypnagogischen Vision). 1966 debütierte er auf der Ausstellung Obraz a písmo (Bild und Schrift) in Kolín. Durch einen Administrationsfehler wurde er in der Ausstellerliste nicht genannt, aber eine von seinen ausgestellten Arbeiten Karnevalová pozvánka (Karnevaleinladung) wurde im Katalog angeführt.
Noch in demselben Jahr realisierte er seine erste große Ausstellung unter dem Namen Hra na čáru (Linienspiel). Diese fand Ende 1966 in der Prager Weinstube Viola statt und gemeinsam mit seinen Werken wurden auch Bilder von Ladislav Novák ausgestellt. Josef Honys stellte hier 45 Arbeiten mit dem Linienmotiv aus, darunter zehn beiderseitige Gemälde auf Glas, die frei im Raum aufgehängt wurden, wobei bei Durchsicht von jeder Seite ein anderes Bild entstand. Im März 1968 hatte er gemeinsam mit Emil Juliš eine Ausstellung im Musiktheater in Ústí nad Labem. Des Weiteren nahm er an der Ausstellung Nová citlivost (Neue Empfindlichkeit) im Haus der Künste in Brno und an der Ausstellung Premiere inventaire international de la poésie élementaire in der Galerie D. Davy in Paris teil. Noch in demselben Jahr war er an der Ausstellung Sign in Space in Triest und in Venedig beteiligt. Im Laufe der 1960er Jahre publizierte er eine Reihe von seinen Arbeiten in Zeitschriften, vor allem in Host do domu, Dialog oder Sešity. Die letzte Ausstellung während seines Lebens war Expo internacionál de novissima poesia, die im März und April 1969 in Buenos Aires veranstaltet wurde.
1969 bereitete er seine erste künstlerische Gedichtsammlung Nesmelián, aneb do experimentálních textů vstup nesmělý zum Herausgeben vor, die im Dialog-Verlag verlegt werden sollte. Am folgenden Tag nach der Übergabe des Werkes in der Redaktion verunglückte er unter den Reifen eines Busses, wobei die Umstände des Unglücks niemals geklärt wurden. Einige Monate später wurde der Verlag aufgehoben und das Buch konnte nicht erscheinen. Es erschien erst 2011 nach 42 Jahren. Die Erben haben den ursprünglichen Text um seine weiteren Werke ergänzt und erweitert, die den Zeitraum von den 30er Jahren bis zu seinem Tod erfassen.
In der politischen Situation in Tschechien nach 1969 waren keine weiteren Ausstellungen und Publikationen möglich. Einige Werke wurden allerdings post mortem im Ausland publiziert, es liefen auch einige Ausstellungen. Zu den bedeutendsten gehört die Ausstellung Liberarse, Liberarte in Montevideo in Uruguay (die damalige Tschechoslowakei war in der Ausstellung mit Werken von Josef Honys, Ladislav Nebeský und Jindřich Procházka vertreten).
In Tschechien blieb Josef Honys lange fast vergessen. Die einzige Ausnahme war die Ausstellung Česká vizuální poezie (Tschechische Visualpoesie) 1975 in Prag, wo er mit acht Werken vertreten war. Erst in der zweiten Hälfte der 1990er Jahre erhöhte sich wieder das Interesse für diese Kunstart.
1997 fand in Prag im Strahov-Kloster die Ausstellung Báseň, obraz, gesto, zvuk: experimentální pooezie 60. let (Gedicht, Bild, Geste, Ton: experimentale Poesie der 1960er Jahre) statt, wo auch Josef Honys vertreten war. Einige seiner Werke findet man auch im Katalog. 2007 veranstaltete die Galerie Smečky in Prag die Ausstellung von Josef Hampl und Josef Honys unter dem Namen Setkání šicího stroje s lokomotivou (Begegnung von Nähmaschine und Lokomotive). Es wurde auch ein selbständiger Katalog der Arbeiten von Josef Honys gedruckt. 2008 veranstaltete dieselbe Galerie die Ausstellung Básnivá koláž (Poetische Collage). Josef Honys war in der Ausstellung und auch im Katalog vertreten. Im Jahr 2014 im Rahmen der Ausstellung Vy troubo! pro Jiřího Koláře (Sie Tölpel! für Jiří Kolář) wurden im Schloss in Hradec nad Moravicí sieben Werke von Honys ausgestellt.
Vor kurzem wurden weitere, bis jetzt nicht publizierte Gedichte und Zeichnungen von Josef Honys gefunden. Es werden weitere Ausstellungen und Publikationen geplant.

## Experimental unkonventionelle Formen im Werk
- Text – Test mit unterlassenen Wörtern
- Psychoteste, die durch Wortdeformationen eine semantische Aufladung erwecken
- Hypnagogische Visionen, inspiriert durch Traumerlebnisse
- Nichtkommutative Poesie in der Form von Zeichen
- Wörterketten, die neben Zeichen auch einfache Zeichnungen und unklare Wortformen verknüpfen
- Seriagen, die in die Arbeit mit Bildern und Zeichnungen mathematische Formeln einfügen
- Variationen der psychologischen Wahrnehmung der Linie auf unterschiedlichem Hintergrund und deren Durchdringungen (meistens Ölgemälde auf Karton, weniger auf Leinen oder Glas)
- Collagen
- Assemblagen
- Hypnome – abstrahierte Abbildungen der Entwicklungsmomente einer hypnagogischen Vision
- Bildgedichte
- Visuelle Gedichte

## Ausstellungen
- Tschechoslowakei, Kolín, 1966, Muzeum v Kolíně, Obraz a písmo
- Tschechoslowakei, Prag, 1966, Viola, Hra na čáru, gemeinsam mit Ladislav Novák.
- Tschechoslowakei, Ústí nad Labem, 1968, Divadlo hudby
- Tschechoslowakei, Brno – Dům umění, Prag – Mánes, Karlsbad – Galerie umění, 1968, Nová citlivost. Křižovatka a hosté
- Frankreich, Paris, 1968, Galerie Denise Davy, Premier Inventaire International De La Poesie Elementaire
- Belgien, Antwerpen, 1969, nach dem Katalog und erhaltenen Fotos wurden hier zwei gezeichneten Texte ausgestellt.
- Argentinien, Buenos Aires, 1969, Expo internacionál de novissima poesia
- Niederlande, Amsterdam, 1970, Stedelijk museum, im Katalog befinden sich zwei Arbeiten und auch ein kurzer Lebenslauf des Autors.
- Argentinien, La Plata, 1970, im Katalog „De la poesia proceso a la poesia para y/o realizar“ erschien eine Übersetzung aus den Heften für Literatur und Diskussion aus 1969 Nr. 33 über schwarzes Happening. Diese Übersetzung erschien auch in weiteren Zeitschriften im Ausland (z. B. 1970 in Madrid)
- Uruguay, Montevideo, 1970, im Almanach „OVUM 10“ wurden die Arbeiten „Vision g“ und „Vision hipnagogica“ veröffentlicht.
- Helmhaus, Zürich 1970 – Text, Buchstabe, Bild
- Scotland, Edinburg, 1973, NEW 57 Gallery, Typewriter art half a century of experiment
- Tschechoslowakei, Prag, 1975, Institut průmyslového designu, Česká vizuální poezie
- Niederlande, Utrecht, 1976 im kleinen Almanach „Visuele poezie een historische anthologie (ed. G.J.de Rook)“ befindet sich der „Rytířský text“ von Honys
- Polen, Wrocław, 1976, Muzeum Narodowe we Wrocławiu, Czeska i slowacka poezja konkretna
- Polen, Lodz, 1978, Visual Texts
- Tschechische Republik, Kolín, 1995, Regionální muzeum Kolín, Písmo ve výtvarném umění
- Tschechische Republik, Praha, 1997, Strahovský klášter, Báseň, obraz, gesto, zvuk. Experimentální poezie 60. let
- Tschechische Republik, Praha, 2007, Galerie Smečky, Setkání šicího stroje s lokomotivou
- Tschechische Republik, Praha, 2008, Galerie Smečky, Básnivá koláž
- Tschechische Republik, Hradec nad Moravicí, 2014, Schlossgalerie „Vy troubo! pro Jiřího Koláře“
- Tschechische Republik, Teplice, 2014, Regionální muzeum Teplice – Schlossreitschule, ČESKÉ MODERNÍ UMĚNÍ 1922–1980
- Bundesrepublik Deutschland, Karlsruhe, 2016, Concerning Concrete Poetry
- Tschechische Republik, Jičín (Jitschin), 2016, Regionales Museum und Galerie, selbstständige Ausstellung[2]
- Tschechische Republik, Liberec, 2017, Oblastní galerie Liberec, Písmo v obraze (Shift in Bild)

## Veröffentlichungen
Im Laufe der 1960er Jahre veröffentlichte Josef Honys eine Reihe von seinen Werken, vor allem in den Zeitschriften Host do domu, Dialog oder Sešity.
1969 bereitete er seine erste künstlerische Gedichtsammlung Nesmelián, aneb do experimentálních textů vstup nesmělý zum Verlegen vor.
Er wirkte auch an der Ausgabe Experimentelle Poesie aus der Tschechoslowakei (1970, Linz) von Heimrad Bäckers Zeitschrift Neue Texte mit.
Im Jahr 1976 erschienen in der Zeitschrift E magazine (USA) zwei narrative Gedichte unter dem Namen Narrative poem.
Seine Gedichte Věštírna na nebi (Orakel im Himmel) von 1941 wurden 2007 in der Internetzeitschrift Wagon veröffentlicht.:
Vertretung in Anthologien und literarischen Publikationen:
- Experimentální poesie (1967)
- Vrh kostek (1993)
- Antologie české poezie I. Teil (2009)
- Im literarischen v Buch Pohledy zblízka – zvuk, význam, obraz (2002)
- Zeitschrift „Pandora“ 14/2007
- Zeitschrift „Revolver revue“ 68/2007.

## Josef Honys als Bergsteiger
Erstbesteigungen in dem Felsenkomplex Prachovské skály:
- 1938 Palcát (östlicher Weg), Schwierigkeitsgrad VII (JPK)
- 1941 Malý zbrojnoš (südwestlicher Weg), Schwierigkeitsgrad V (JPK)